# Vuillecin
Vuillecin – miejscowość i gmina we Francji, w regionie Burgundia-Franche-Comté, w departamencie Doubs.
Według danych na rok 1990 gminę zamieszkiwało 441 osób, a gęstość zaludnienia wynosiła 31 osób/km² (wśród 1786 gmin Franche-Comté Vuillecin plasuje się na 351. miejscu pod względem liczby ludności, natomiast pod względem powierzchni na miejscu 238.).